# Edinburgh of the Seven Seas
Edinburgh of the Seven Seas Tristan da Cunha szigetének fő települése. A sziget a Szent Ilona, Ascension és Tristan da Cunha (Saint Helena, Ascension and Tristan da Cunha ) terület részeként, az Egyesült Királyság tengerentúli területeihez tartozik, és az Atlanti-óceán déli részén található. 2009. szeptember 1-ig közigazgatási szempontból Szent Ilona szigetéhez tartozott (Szent Ilona és Tartozékai, angolul Saint Helena and its Dependencies). A város nevét Alfréd hercegről, Edinburgh hercegéről kapta, aki Viktória brit királynő második fia volt. 1867-es látogatása óta a település az ő nevét viseli.
A helyiek csak a The Settlement (település) néven emlegetik.

## Története
A települést Tristan da Cunha szigetén 1815-ben Glass őrmester alapította, miután a szigetet az Egyesült Királysághoz csatolták. A szigeten egy katonai helyőrség állomásozott, amelynek célja egy bármilyen esetleges francia kísérlet megakadályozása volt, amely Napóleon kiszabadítására irányult volna, aki a 2400 kilométerre lévő Szent Ilona szigetén raboskodott. A helyőrség a második világháború végéig a szigeten maradt.
Edinburgh of the Seven Seas az egyetlen tulajdonképpeni település Tristan da Cunhán, itt van egy kis kikötő, a kormányzó rezidenciája, és a postahivatal. 1961-ben a sziget vulkánja kitört, a város lakosai Angliába költöztek. A kitöréskor tönkrement a település tengeri rák-feldolgozó üzeme, az elhagyott épületeket pedig kalózok fosztogatták. 1963-ban a lakosság többsége visszatért, és a települést újraépítették.
Edinburgh of the Seven Seas városát a világ legelszigeteltebb településeként tartják számon, a legközelebbi emberi település tőle 2400 kilométerre van Szent Ilona szigetén.

## Fordítás
- Ez a szócikk részben vagy egészben  az   Edinburgh of the Seven Seas című angol Wikipédia-szócikk fordításán alapul.  Az eredeti cikk szerkesztőit annak laptörténete sorolja fel. Ez a jelzés csupán a megfogalmazás eredetét és a szerzői jogokat jelzi, nem szolgál a cikkben szereplő információk forrásmegjelöléseként.